# Gobitrichinotus arnoulti
Gobitrichinotus arnoulti е вид лъчеперка от семейство Kraemeriidae.

## Разпространение
Видът е разпространен в Мадагаскар.